# جريت وول دير
جريت وول دير (بالإنجليزية:Great Wall Deer) هي سيارة نصف نقل تنتجها شركة جريت وول موتورز. تم تصميم جريت وول دير من الجيل السادس من تويوتا هايلكس. تعتبر جريت وول دير أول شاحنة بيك أب يتم إنتاجها في الصين.

## صور

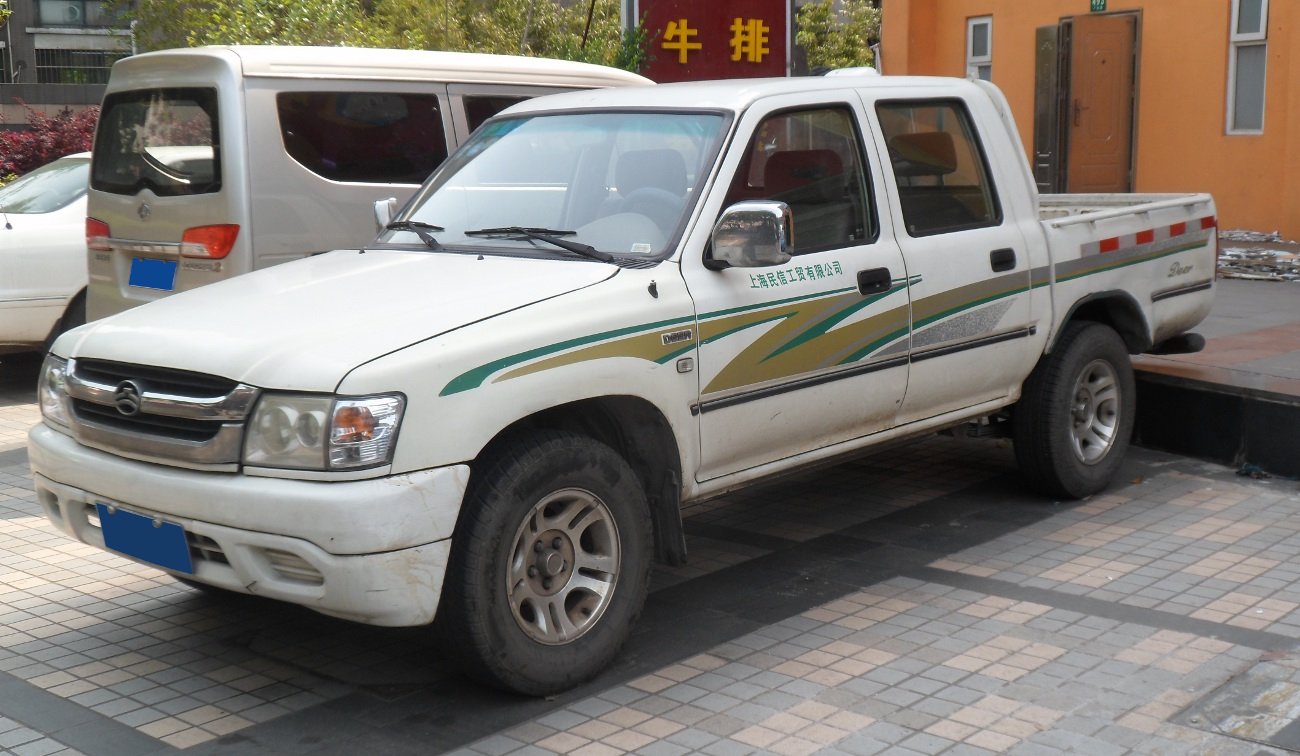
جريت وول دير شنغهاي بالصين